# Горское сельское поселение (Ленинградская область)
Го́рское се́льское поселе́ние — муниципальное образование в составе Тихвинского района Ленинградской области. Административный центр — деревня Горка.
Главой муниципального образования является Артамонов Александр Степанович, главой администрации — Вишнякова Татьяна Романовна.

## Географическое положение
Общая площадь — 497 км².
Расположено в западной части Тихвинского района.
- Граничит:
  - на севере — с Коськовским сельским поселением
  - на востоке — с Ганьковским сельским поселением
  - на юго-востоке — с Борским сельским поселением
  - на юго-западе — с Цвылёвским сельским поселением
  - на западе — с Волховским муниципальным районом

По территории поселения проходят автодороги:
- 41К-021 (Паша — Часовенское — Кайвакса)
- 41К-892 (подъезд к д. Валдость)
- 41К-893 (подъезд к д. Островок)
- 41К-897 (подъезд к д. Имолово)
- 41К-898 (подъезд к д. Дуброво)
- 41К-899 (Горка — Крючково)
- 41К-900 (подъезд к д. Пудроль)
- 41К-901 (Павшино — Новый)
- 41К-919 (подъезд к д. Малыновщина)
- 41К-934 (Новый — Городок)

Расстояние от административного центра поселения до районного центра — 23 км.
По территории поселения протекает река Паша. На территории поселения находятся озёра Большая Валдость, Чаголинское, Лебяжье, Залющицкое, Рандогское. Западная часть поселения заболочена.

## История
В начале 1920-х годов в составе Прогальской волости Тихвинского уезда Череповецкой губернии был образован Новинский сельсовет с центром в деревне Новинка.
В августе 1927 года Новинский сельсовет вошёл в состав вновь образованного Тихвинского района Ленинградской области.
18 апреля 1963 Новинский сельсовет был переименован в Горский.
Центром Горского сельсовета по состоянию на 1966 год являлась деревня Горка.
По состоянию на 1990 год в состав Горского сельсовет вошёл упразднённый Городокский сельсовет.
18 января 1994 года постановлением главы администрации Ленинградской области № 10 «Об изменениях административно-территориального устройства районов Ленинградской области»Горский сельсовет, также как и все другие сельсоветы области, был преобразован в Горскую волость.
1 января 2006 года в соответствии с областным законом № 52-оз от 1 сентября 2004 года «Об установлении границ и наделении соответствующим статусом муниципального образования Тихвинский муниципальный район и муниципальных образований в его составе» было образовано Горское сельское поселение, в которое вошла территория бывшей Горской волости.

## Население
| 2006  | 2010  | 2011  | 2012  | 2013  | 2014  | 2015  |
| ----- | ----- | ----- | ----- | ----- | ----- | ----- |
| 1200  | ↘1039 | ↘1035 | ↗1049 | ↗1061 | ↗1069 | ↘1042 |
| 2016  | 2017  | 2018  | 2019  | 2020  | 2021  | 2023  |
| ↘1013 | ↘1000 | ↘997  | ↘989  | ↘967  | ↗1023 | ↘997  |
| 2024  | 2025  |       |       |       |       |       |
| ↘996  | ↘990  |       |       |       |       |       |

## Состав сельского поселения
| №  | Населённый пункт | Тип населённого пункта          | Население |
| -- | ---------------- | ------------------------------- | --------- |
| 1  | Валдость         | деревня                         | ↘14       |
| 2  | Вяльгино         | деревня                         | ↗7        |
| 3  | Горка            | деревня, административный центр | ↘810      |
| 4  | Городок          | деревня                         | ↗15       |
| 5  | Жар              | деревня                         | ↘2        |
| 6  | Залющик          | деревня                         | ↗36       |
| 7  | Засыпье          | деревня                         | ↗15       |
| 8  | Имолово          | деревня                         | ↗5        |
| 9  | Крючково         | деревня                         | ↘3        |
| 10 | Кулига           | деревня                         | ↘10       |
| 11 | Малыновщина      | деревня                         | ↗5        |
| 12 | Новое Село       | деревня                         | ↗35       |
| 13 | Новый            | посёлок                         | ↗26       |
| 14 | Островок         | деревня                         | ↗13       |
| 15 | Павшино          | деревня                         | →8        |
| 16 | Пинега           | деревня                         | ↘2        |
| 17 | Прогаль          | деревня                         | ↗12       |
| 18 | Пудроль          | деревня                         | ↗37       |
| 19 | Пяхта            | деревня                         | ↗67       |
| 20 | Рандога          | деревня                         | ↗9        |
| 21 | Тумище           | деревня                         | →1        |
| 22 | Чаголино         | деревня                         | →1        |

Населённые пункты сосредоточены в основном в центральной и южной части поселения.

## Известные уроженцы
- Синников Анатолий Сергеевич (1915—2005) — Герой Советского Союза, родился в деревне Новое Село.